# Lochyrus
Lochyrus är ett släkte av tvåvingar. Lochyrus ingår i familjen rovflugor.
Kladogram enligt Catalogue of Life:
| Lochyrus | \| \| Lochyrus balmacedensis \| \| \| \| \| \| Lochyrus frezieri \| \| \| \| |
|          | \| \| Lochyrus balmacedensis \| \| \| \| \| \| Lochyrus frezieri \| \| \| \| |
|          | Lochyrus balmacedensis                                                       |
|          |                                                                              |
|          | Lochyrus frezieri                                                            |
|          |                                                                              |